# جيزيلا جيتي
جيزيلا جيتي (بالألمانية: Gisela Getty) (و. 1949  م) هي مؤلفة، وكاتِبة ألمانية، ولدت في كاسل.

## وصلات خارجية
- جيزيلا جيتي على موقع IMDb (الإنجليزية)
- جيزيلا جيتي على موقع قاعدة بيانات الأفلام السويدية (السويدية)
- جيزيلا جيتي على موقع قاعدة بيانات الفيلم (الإنجليزية)
- جيزيلا جيتي على موقع كينوبويسك (الروسية)

- جيزيلا جيتي في قاعدة بيانات الأفلام على الإنترنت